# Spaanse rijschool

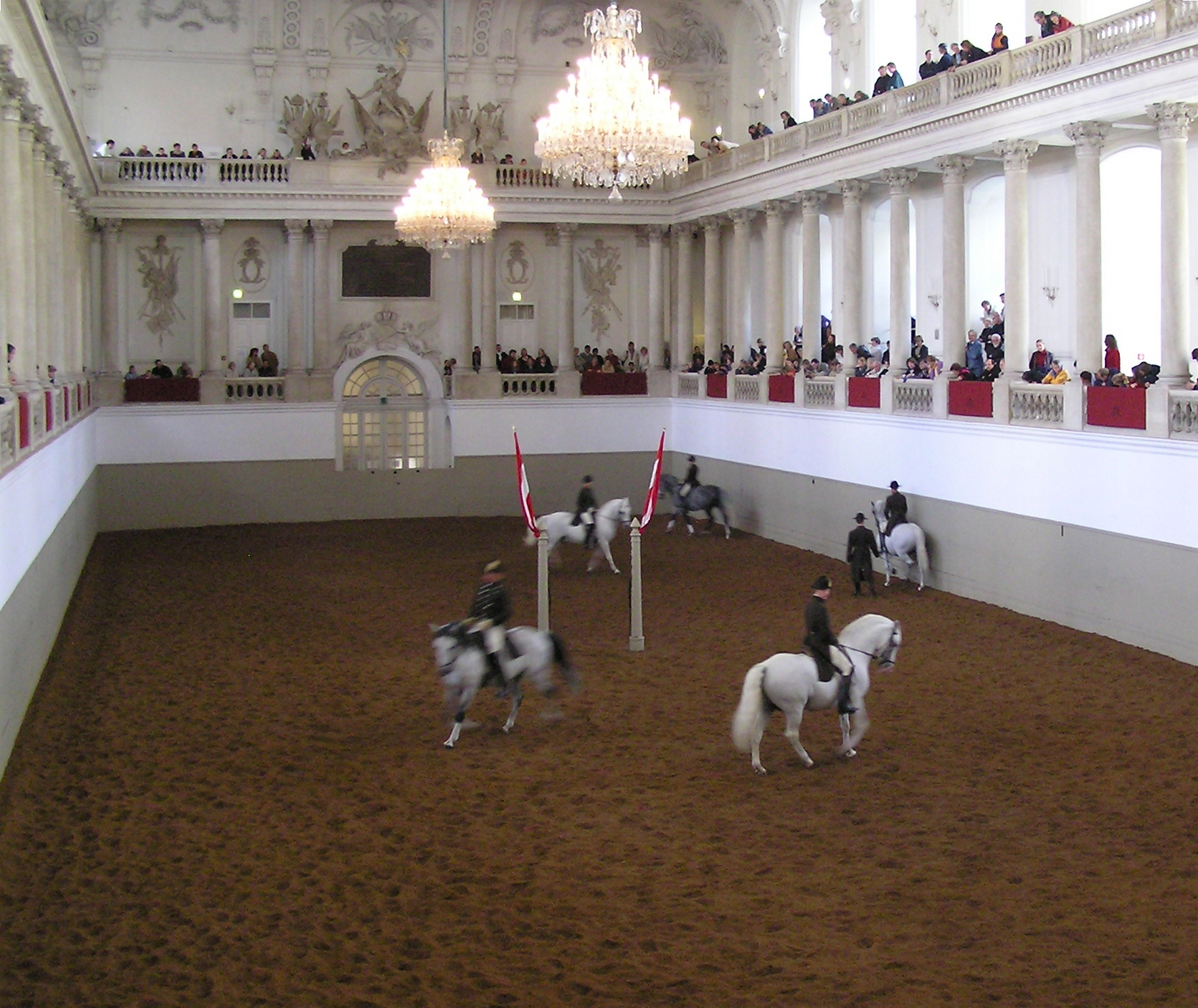
Winterreitschule in Wenen

De Spaanse Rijschool  is gevestigd in Wenen. Het is een van de oudste scholen voor het opleiden van paarden. Het instituut wordt voor het eerst in 1565 genoemd en is hiermee de oudste nog bestaande rijschool ter wereld. De "Winterreitschule", de barokke rijzaal die onderdeel uitmaakt van de Hofburg, stamt uit 1735. Oorspronkelijk was de Spanische Hofreitschule eigendom van de keizerlijke familie, en diende om de adellijke jeugd te leren paardrijden, om paarden te trainen als rij- en paradepaard voor de hoge hofadel, en voor representatiedoeleinden. Tegenwoordig is het een toeristische attractie geworden. De Spaanse Rijschool is vanwege de eeuwenlange, vaak mondelinge overlevering van de oude trainingsmethodes uit de 17e en 18e eeuw, de "schatbewaarder" van de zogenaamde Klassieke Rijkunst
Hoewel de naam doet vermoeden dat de school in Spanje te vinden is, ligt hij midden in het oude centrum van de Oostenrijkse hoofdstad. De naam Spaanse Rijschool verwijst naar twee dingen. Ten eerste de herkomst van de paarden: men reed van oudsher voornamelijk paarden met een Spaanse achtergrond, veelal uit eigen fokkerij: de lipizzaners. Daarnaast bevonden zich in de 16e en 17e eeuw veel Spaanse hovelingen aan het Habsburgse hof in Wenen, waaronder verschillende Spaanse rijmeesters die in de keizerlijke ("Spaanse") rijschool werkten.
Naar traditie rijdt men slechts hengsten: de merries die de volgende generatie moeten leveren staan tegenwoordig in de Oostenrijkse stoeterij Piber, in Stiermarken. Als jonge hengsten van 4 jaar worden aangewezen voor gebruik in de Hofreitschule, staat hen hier een lange opleidingstijd te wachten. Pas 8 jaar later, als ze 12 zijn, bereiken ze het hoogste niveau, waarna een jarenlange verfijning en verbetering plaatsvindt. Door de voorzichtige opbouw kan een paard lang mee: hengsten van 25 in de rijschool zijn geen uitzondering. Alleen de hengsten met de beste prestaties en afstamming mogen op oudere leeftijd terug naar de stoeterij in Piber om als dekhengst te dienen.

## Lipizzaners

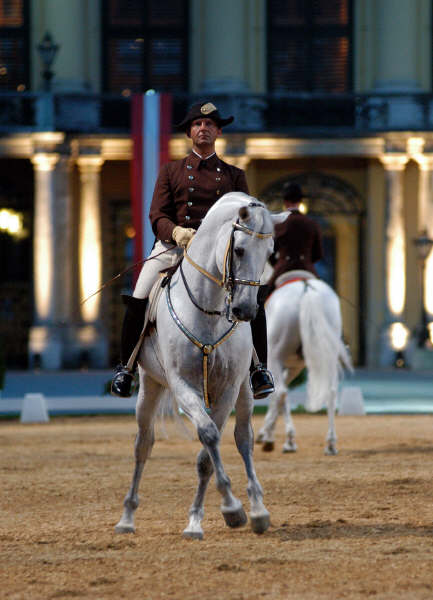
Maestoso Basowizza en Andreas Hausberger

De lipizzaners, in ouder Duits ook wel "Lippizaner" genoemd, zijn meestal schimmel, maar ook bruine, donkerbruine, zwarte en een enkele vos en valk komen voor. Voor de hedendaagse traditie in de Spaanse Rijschool worden vrijwel enkel de schimmels gebruikt. Traditioneel wordt wel altijd een bruine hengst aangehouden. Lipizzaners zijn niet extreem groot. Gemiddeld hebben ze een schofthoogte van 1,55-1,58 meter. Ze hebben de neiging tot een licht concaaf gebogen neusprofiel (een licht ramshoofd). Ze worden gemiddeld ouder dan andere paarden en zijn erg leergierig. Hun beweging is statig en verheven, maar daarbij wel ruim en elastisch. Vanwege hun lichaamsbouw en temperament zijn ze bij uitstek geschikt voor de zwaarste verzamelde oefeningen van de zogenaamde Klassieke Rijkunst.
Het ras kent zijn oorsprong in de voormalige Habsburgse hofstoeterij te Lippiza (Lipica, Lipizza), gesticht in 1580 en thans in Slovenië gelegen. Deze stoeterij was van de originele leverancier van rij-, koets-, strijd- en paradepaarden voor het aartshertogelijk hof in Graz, later voor het keizerlijke hof in Wenen. De origine van de fokkerij voert terug op paarden van Spaanse afkomst, direct of indirect.
De spelwijze van de naam van de Lip(p)iz(z)aner roept wat verwarring op, maar valt historisch te verklaren.
Internationaal wordt in het algemeen sinds de Eerste Wereldoorlog "lipizzaner" gebruikt. De Duitse spelling tot 1918 was echter "Lippizaner". Om onduidelijke reden wordt deze oude Duitse spelling nog steeds in Nederland door het "Groene Boekje" gehanteerd.
De spelling "lippizzaner" is op geen enkele manier correct.
De stoeterij van oorsprong is dus Lipitza (16e-eeuws), Lipica (Sloveens), Lippiza (Duits) of Lipizza (Italiaans). Hoe je het ook schrijft, de uitspraak is nooit veranderd!

## Dressuuroefeningen
Jarenlang oefenen de lipizzaners de verschillende gymnastische oefeningen, gericht op het sterker en elastischer maken van het paardenlichaam. Met als doel het correct kunnen dragen van de ruiter door het onderbrengen van de achterhand en het ontspannen opwelven van de rug. De oefeningen zijn in principe niet anders zijn dan bij een modern dressuurpaard. De klassieke trainingsmethodiek en doelstelling wijkt echter iets af van de eisen van de hedendaagse dressuursport. De verzameling van het paard (de krachtenbundeling) en elegantie krijgt in de Spaanse rijschool meer nadruk dan de uitgestrekte gangen. Klassieke rijkunst laat zich meer vergelijken met klassiek ballet, terwijl de hedendaagse dressuursport meer atletiek voor het paard is.
De middelen daartoe zijn het rechttrainen ("rechtrichten") van de natuurlijke scheefheid van een paard, middels het gelijkmatig ontwikkelen van de lengtebuiging (bijvoorbeeld in voltes van verschillende grootte, zijgangen) en de overgangen (van stap naar draf of galop en omgekeerd), tempowisselingen en uitstrekken en/of verzamelen van de gangen. Het einddoel is een volledig getraind en elastisch paard, dat zonder grote krachtinspanning van de ruiter te rijden is. En waarbij alle natuurlijke bewegingen van het paard nog eleganter en verheven worden getoond dan in de vrije natuur. Een verzamelde drafbeweging op de plaats, "piaffe" en een extra verheven verzamelde draf, "passage" zijn ultieme stijlfiguren. In Wenen staat dit bekend als "de oefeningen op de grond" (Schule auf der Erde).
De volledige training van een paard tot op het hoogste niveau wordt in Wenen in drie fases onderverdeeld:
- De remonte-training ("das Geradeausreiten") - het jonge groene paard (remonte) wordt zadelmak gemaakt en voorzichtig aan het dragen van het ruitergewicht gewend. Hierbij wordt geen enkele buiging of stelling van het paardenlichaam verlangd. Deze fase duurt meestal een half jaar.
- De Campagne-school (die "Campagne-Schule") - het paard wordt langzaam maar gestaag gegymnastiseerd en sterker gemaakt, richting de verzameling. Het eindniveau is vergelijkbaar met het Nederlandse Z-niveau.
- De Hoge School (die "Hohe Schule") - het paard wordt in de allerzwaarste oefeningen van de klassieke Hoge School-dressuur getraind.

Beroemd in Wenen is ook het zogenaamde "Werk aan de Hand" (Arbeit an der Hand) en het "Werk aan de Lange Teugel" (Arbeit am langen Zügel). Bij het eerste wordt het paard zonder ruiter op zijn rug, begeleid door een ruiter te voet, getraind in gymnastiserende zijgangen en voor de zwaarste verzamelde oefeningen. Wanneer het paard zo onbelast voldoende is getraind, kan hij dit met een ruitergewicht beter en sneller uitvoeren.
Bij het "Werk aan de Lange Teugel" (Arbeit am langen Zügel) laat een volledig volleerd rijpaard alle zware dressuuroefeningen in stap, draf, galop, piaffe en passage zien, waarbij de ruiter niet óp zijn paard zit, maar er vlak achter loopt. Dit vergt een grote inspanning en vaardigheid van de ruiter, omdat hij veel minder inwerkingsmogelijkheden ("hulpen") ter beschikking heeft dan in het zadel.
Wanneer een paard volledig als dressuurpaard getraind is, houdt het in Wenen echter nog niet op. Want in de oude tijden kende men ook nog de zogenaamde "oefeningen boven de grond" (Schule über der Erde). Vanuit extreme krachtenbundeling verheffen de paarden zich, of springen zelfs van de grond. Deze oefeningen dienden ooit om het paard te trainen voor het slagveld, maar verwerden later tot stijlfiguur. Bij deze "schoolsprongen" onderscheidt men onder andere:

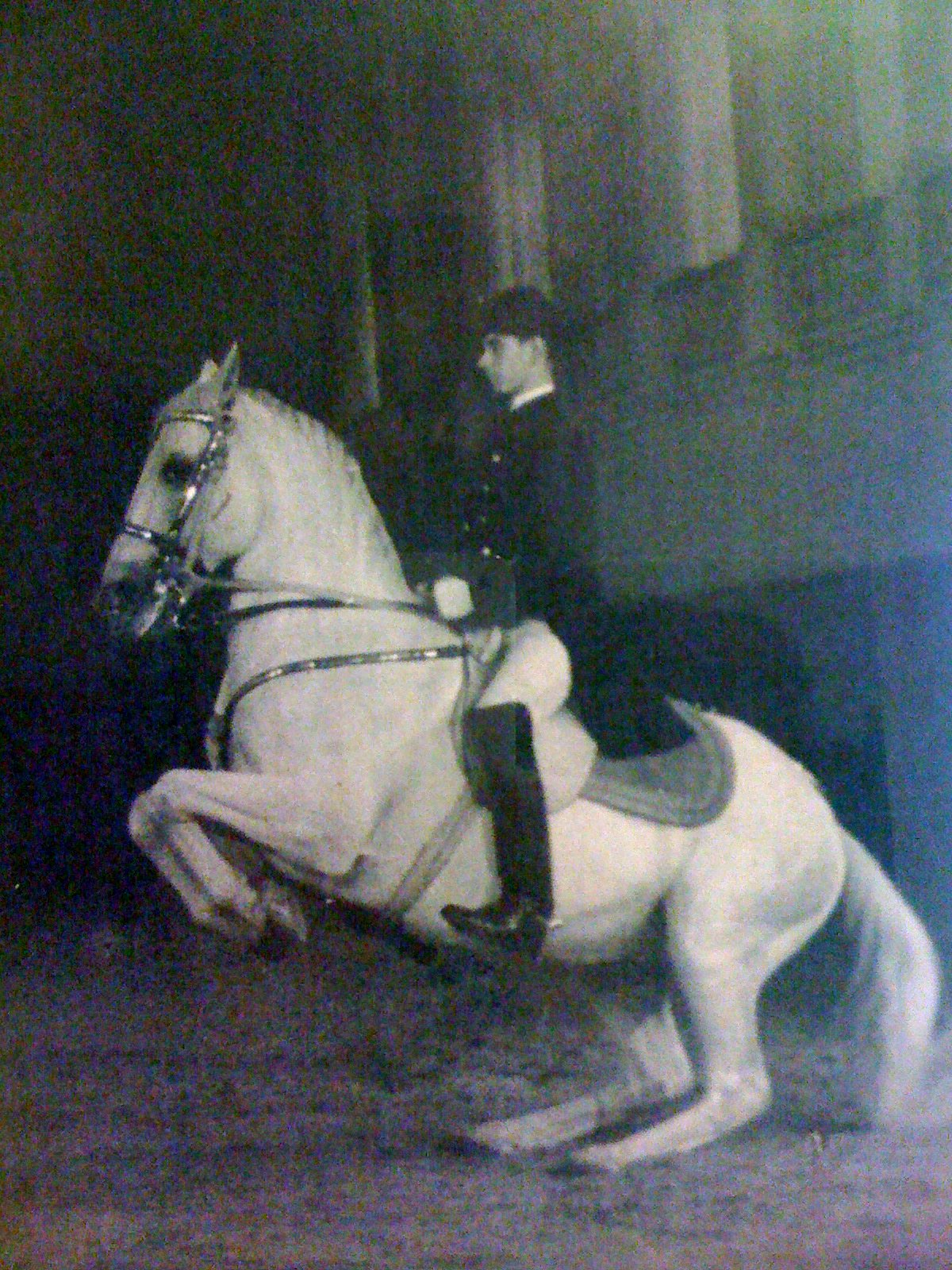
Levade

- Levade: het paard verzamelt zijn krachten zodat hij zijn achterbenen sterk buigt, zich verheft en de voorhand optilt. In het meest ideale geval raken de spronggewrichten zelfs bijna de grond. (Een gewoon steigerend paard strekt de achterbenen, hetgeen lang niet zo zwaar is). Hiermee kon de ruiter vanaf zijn paard zijn troepen beter overzien.
- Pesade: een voorfase van de levade, waarbij het paard nog niet de kracht heeft om helemaal "te gaan zitten" noemt men respectvol van een pesade.
- Courbette: het paard verzamelt zich, verheft zich in een pesade en maakt één of meerdere sprongen voorwaarts op zijn achterbenen, zonder daarbij met zijn voorbenen op de grond te komen. Met deze sprong kon de ruiter op het slagveld uit een netelige positie ontsnappen, bij oprukkend voetvolk.
- Capriole: een grote sprong waarbij het paard volledig van de grond komt, zijn voorbenen voor zich vouwt en zijn achterbenen fel uitslaat, waarna het paard op alle vier de benen landt. Met het felle uitslaan van de achterbenen kon de ruiter zich in het slagveld van omstanders ontdoen. Het paard vocht als het ware mee!

## Optredens
In vroeger tijden was de Spaanse Rijschool niet alleen een rijopleiding voor de hoge adellijke jeugd van het keizerlijke hof, maar ook een representatie-middel. De beste instructeurs en ruiters van de rijschool moesten bij gelegenheid hun kunnen tonen aan belangrijke gasten. Aan het eind van de 19e eeuw werden onder keizer Frans Jozef I van Oostenrijk de trainingen ook voor belangstellenden opengesteld. Toen na de Eerste Wereldoorlog de Donaumonarchie uiteenviel, en de Spaanse Rijschool werd ondergebracht bij het Oostenrijkse Ministerie van Landbouw, bleven de ochtendtrainingen ("Morgenarbeit") openbaar. En ook werd zeker eenmaal per week een openbare voorstelling gegeven, waarbij de ruiters in alle verschillende disciplines hun vakmanschap toonden.
Sinds 1925 verlaat de Spaanse Rijschool ieder jaar haar barokke onderkomen in de Weense Hofburg, om ergens in het buitenland een gastoptreden te verzorgen.
Zo bezocht men Nederland reeds in 1928, in 1951, 1970, 1978, 1981, 1985, 1989, 1995, 2001, 2004, 2007, 2012 en 2014. En België in 1933, 1952, 1983, 1987, 1993, 2000, 2007 en 2011.
Vaste onderdelen van het optreden van de Spaanse Rijschool zijn:
- Jonge hengsten (alleen in Wenen)
- "Alle Gängen und Touren der Hohen Schule" (vier hengsten die alle dressuuroefeningen op het hoogste niveau laten zien)
- Pas de Deux
- Werk aan de Hand (waaronder ook schoolsprongen zonder ruiter uitgevoerd)
- Solo
- Schoolsprongen onder het zadel
- Werk aan de Lange Teugel
- Quadrille ("Het Ballet der Witte Hengsten": acht hengsten in een carrousel met een eeuwenoude choreografie)

## Overig
- De ruiters (waaronder sinds 2011 ook een vrouwelijke) dragen traditioneel een bruine slipjas, steek ("Zweispitz"), hertenleren rijbroek en kurassierslaarzen, een uniform dat uit de empire-tijd (vroeg-19e-eeuws) stamt. De hengsten worden tijdens de uitvoering met een vroeg-negentiende-eeuws wit hertenleren schoolzadel gereden.
- De Nederlands non-fictie auteur Frank Westerman schreef een boek, Dier, bovendier, over het Lipizzaner paardenras, waarin hij de geschiedenis van de twintigste eeuw bekeek, aan de hand van de genealogie van hengsten uit de Spaanse Rijschool.
- De oude stallen van de "Stallburg", direct naast de Winterreitschule, bieden plaats aan meer dan 70 hengsten.
- De Spaanse Rijschool heeft ten noordwesten van Wenen een eigen trainingscentrum, Heldenberg (Klein-Wetzdorff). Hier worden momenteel de jonge hengsten aangereden en krijgen de hengsten uit de stad afwisselend verlof. Ook worden in Heldenberg sinds 2012 trainingen en cursussen voor externe belangstellenden georganiseerd.